# Fração algébrica
Frações algébricas são expressões na forma de fração em que ao menos uma das variáveis aparece no denominador. 
Como não existe divisão por zero, o denominador de uma fração algébrica necessariamente tem que ser diferente de zero. Caso contrário, ela não representa um número {\displaystyle \mathbb {R} \,}.
Simplifico o mesmo número (diferente de zero). Isso equivale a cancelar os fatores comuns e obter
{\displaystyle {\frac {16-t^{2}}{8+2t}}={\frac {{\color {Red}(4+t)}(4-t)}{2{\color {Red}(4+t)}}}={\frac {4-t}{2}}}

## Operações

### Adição e subtração
Na adição e subtração deve ser calculada da mesma maneira de uma fração fracionária. Obtém-se frações equivalentes e de mesmo denominador; o denominador comum poderá ser o produto ou o mmc dos denominadores; somamos ou subtraímos os numeradores e conservamos o denominador comum.
{\displaystyle {\frac {1}{x-y}}+{\frac {x}{x^{2}-y^{2}}}={\frac {x+y}{(x+y)(x-y)}}+{\frac {x}{(x+y)(x-y)}}={\frac {x+y+x}{(x+y)(x-y)}}={\frac {2x+y}{(x+y)(x-y)}}={\frac {2x+y}{x^{2}-y^{2}}}}

### Multiplicação
As multiplicações de frações algébricas devem ser calculadas da mesma de uma fração fracionária.
{\displaystyle {\frac {6xy}{x^{2}-y^{2}}}\cdot {\frac {x+y}{2x}}={\frac {6xy}{(x+y)(x-y)}}\cdot {\frac {x+y}{2x}}={\frac {6xy\cdot {\color {Red}(x+y)}}{{\color {Red}(x+y)}(x-y)\cdot 2x}}={\frac {{\color {Red}2x}\cdot 3y}{(x-y)\cdot {\color {Red}2x}}}={\frac {3y}{x-y}}}

### Divisão
A divisão ocorre da mesma forma de uma fração fracionária.
{\displaystyle {\frac {x^{2}-4}{x+2xy}}/{\frac {x^{2}+2x}{2y+1}}={\frac {x^{2}-4}{x+2xy}}\cdot {\frac {2y+1}{x^{2}+2x}}={\frac {{\color {Red}(x+2)}(x-2)\cdot {\color {Red}(1+2y)}}{x{\color {Red}(1+2y)}\cdot x{\color {Red}(x+2)}}}={\frac {x-2}{x^{2}}}}